# Zerotula
Genre
Zerotula est un genre de mollusques gastéropodes de la famille des Zerotulidae. L'espèce-type est Zerotula hedleyi.

## Liste d'espèces
Selon World Register of Marine Species (28 octobre 2017) :
- Zerotula antarctica (Numanami, 1996)
- Zerotula bicarinata (Suter, 1908)
- Zerotula coronata Warén & Hain, 1996
- Zerotula hedleyi (Mestayer, 1916)
- Zerotula incognita Warén & Hain, 1996
- Zerotula nautiliformis Powell, 1927
- Zerotula nummaria Powell, 1940
- Zerotula triangulata Powell, 1937